# Horst Weber (Schwimmer)
Horst Weber (* 20. August 1939; † 19. Januar 2002) war ein deutscher Schwimmer und Olympiateilnehmer. Er startete für den Schwimmverein Bayreuth.
Weber gewann 1956, 1957 und 1958 jeweils die Deutsche Meisterschaft über 200 Meter Delphin. 
Bei den Olympischen Spielen 1956 in Melbourne scheiterte er mit 2:34,4 Minuten bereits im Vorlauf. 